# Валя (посёлок при железнодорожной станции)
Валя — посёлок при железнодорожной станции Валя в Цвылёвском сельском поселении Тихвинского района Ленинградской области.

## История
Согласно карте Петроградской и Новгородской губерний 1913 года на месте современного посёлка при станции Валя находилась железнодорожная казарма.
С 1917 по 1918 год посёлок при станции Валя входил в состав Сугоровской волости  Тихвинского уезда Новгородской губернии.
С 1918 года в составе Череповецкой губернии.
С 1927 года в составе Ильинского сельсовета Тихвинского района.
С 1928 года в составе Васильковского сельсовета. В 1928 году население посёлка при станции Валя составляло 336 человек.
Согласно карте Ленинградской области Северо-западного аэрогеодезического треста ГГУ издания 1932 года на месте современного посёлка находился разъезд Валя.
С 1960 года вновь в составе Ильинского сельсовета.
В 1961 году население посёлка при станции Валя составляло 151 человек.
По данным 1966, 1973 и 1990 годов посёлок при станции Валя также входил в состав Ильинского сельсовета.
В 1997 году в посёлке при станции Валя Ильинской волости проживал 81 человек, в 2002 году — 104 человека (русские — 96 %).
В 2007 году в посёлке при станции Валя Цвылёвского СП проживали 75 человек, в 2010 году — 72.

## География
Посёлок расположен в западной части района у железнодорожной станции Валя на линии Волховстрой — Вологда, к западу от автодороги А114 (Вологда — Новая Ладога).
Расстояние до административного центра поселения — 18 км.
Посёлок при станции Валя находится на левом берегу реки Сясь, через него протекают ручьи Селивановский и Мельничный.

## Демография
| 1928 | 1961 | 1997 | 2002 | 2007 | 2010 | 2017 |
| ---- | ---- | ---- | ---- | ---- | ---- | ---- |
| 336  | ↘151 | ↘81  | ↗104 | ↘75  | ↘72  | ↘50  |

### Национальный состав
Согласно данным Всероссийской переписи населения 2021 года в деревне проживали 46 человек, все русские.

## Улицы
Поселковая, Станционная.